# Federación Colombiana de Baloncesto
Der Kolumbianische Basketballverband ist der offizielle Basketballverband in Kolumbien. Er hat seinen Sitz in Bogotá.

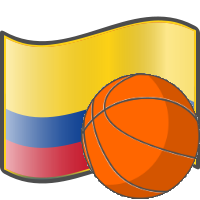

## Geschichte und Aufgaben
Der Verband wurde 1937 gegründet und ist seit 1939 Mitglied der Federación Internationale de Basketball (FIBA) und damit auch der FIBA-Amerika. Präsident des Verbandes ist zur Zeit Jorge Armando Garcia Vargas. Der Verband ist für die Organisation, Leitung und Entwicklung des Basketballsports in Kolumbien verantwortlich. Der Verband vertritt den Basketballsport gegenüber Behörden sowie nationalen und internationalen Sportorganisationen.
Zusätzlich verteidigt der Verband auch die moralischen und materiellen Interessen des kolumbianischen Basketballs. Der Verband organisiert die nationalen Meisterschaften und ist für Kolumbianische Basketballnationalmannschaft der Herren und für die kolumbianische Basketballnationalmannschaft der Damen verantwortlich.

## Fakten zum Verband
| Kriterium                   | Fakten                      |
| --------------------------- | --------------------------- |
| Gründungsjahr des Verbandes | 1937                        |
| Jahr des FIBA-Beitritts     | 1939                        |
| Sitz des Verbandes          | Bogotá                      |
| Kontinentaler Verband       | FIBA-Amerika                |
| Präsident                   | Jorge Armando Garcia Vargas |
| Generalsekretär             | Carlos Julio Guzman         |
| Höchste Liga                |                             |
| Sonstiges                   |                             |

## Liste der Präsidenten
| von | bis   | Name                        | Beleg |
| --- | ----- | --------------------------- | ----- |
|     |       | Rodrigo Fuentes             |       |
|     |       | John Mario Tejada           |       |
|     | heute | Jorge Armando Garcia Vargas | [ 1 ] |

## Liste der Generalsekretäre
| von | bis   | Name                | Beleg |
| --- | ----- | ------------------- | ----- |
|     |       | Armando Farfán      |       |
|     | heute | Carlos Julio Guzman | [ 1 ] |